# Euzonus heterocirrus
Euzonus heterocirrus är en ringmaskart som beskrevs av Rozbaczylo och Zamorano 1970. Euzonus heterocirrus ingår i släktet Euzonus och familjen Opheliidae. Inga underarter finns listade i Catalogue of Life.